# Verordnung über die Lärmkartierung
Die Verordnung über die Lärmkartierung (34. BImSchV) ist eine Verordnung der Bundesregierung, die für die Kartierung von Umgebungslärm gilt und Anforderungen an Lärmkarten nach § 47c des Bundes-Immissionsschutzgesetzes (BImschG) konkretisiert.
Die Kartierung erfolgt nicht auf Basis von Lärmmessungen, sondern ausschließlich auf der Basis von Berechnungen.
Sie wurde aufgrund von § 47f BImschG erlassen, der mit dem Gesetz zur Umsetzung der EG-Richtlinie über die Bewertung und Bekämpfung von Umgebungslärm mit Wirkung zum 30. Juni 2005 in das Gesetz eingefügt worden war.
Mit der EG-Richtlinie sollte ein gemeinsames Konzept festgelegt werden, um vorzugsweise schädliche Auswirkungen, einschließlich Belästigung, durch Umgebungslärm zu verhindern, ihnen vorzubeugen oder sie zu mindern. Die durchzuführenden Maßnahmen sind
- die Ermittlung der Belastung durch Umgebungslärm anhand von Lärmkarten nach für die Mitgliedstaaten gemeinsamen Bewertungsmethoden,
- die Information der Öffentlichkeit über Umgebungslärm
- auf der Grundlage der Ergebnisse die Erarbeitung von Aktionsplänen durch die Mitgliedstaaten mit dem Ziel, den Umgebungslärm zu mindern.[2]

Ferner werden die Berechnungsverfahren für die Lärmkartierung festgelegt.
Die von der EU vorgegebenen Begriffsbestimmungen wurden übernommen. Diese Begriffsbestimmungen legen u. a. folgendes fest:
- Ballungsraum: Gebiet mit mehr als 100.000 Einwohnern und einer Bevölkerungsdichte von mehr als 1.000 Einwohnern pro Quadratkilometer;

- Hauptverkehrsstraße: eine Straße mit einem Verkehrsaufkommen von mehr als drei Millionen Kraftfahrzeugen jährlich;

- Haupteisenbahnstrecke: ein Schienenweg nach dem Allgemeinen Eisenbahngesetz mit einem Verkehrsaufkommen von mehr als 30.000 Zügen jährlich;

- Großflughafen: ein Verkehrsflughafen mit mehr als 50.000 Bewegungen jährlich;

- Industrie- oder Gewerbegelände, auf denen sich eine oder mehrere Anlagen gemäß Anhang I der Richtlinie 96/61/EG des Rates vom 24. September 1996 befinden.

- Darstellungen auf den Lärmkarten in 5-dB-Isophonen-Bändern.

Zusätzlich sollen – im Unterschied zu der europäischen Richtlinie – auch Schiffshäfen mit einem Gesamtumschlag von mehr als 1,5 Millionen Tonnen jährlich kartiert werden. Von der EU wurden keine Angaben gemacht, ab welcher Größe ein Hafen in der Lärmkartierung zu berücksichtigen ist.
Im Unterschied zu den bisher gelten Normen in Deutschland wurden folgende Lärmindizes aus der Umgebungslärmrichtlinie eingeführt:
- Tageswert  6–18 Uhr,
- Abendwert 18–22 Uhr,
- Nachtwert 22–6 Uhr,
- 24-Stunden-Wert 0–24 Uhr

Vergleichbar mit den in Deutschland üblichen Lärmberechnungen ist somit nur der Nachtzeitraum von 22 bis 6 Uhr. Die anderen Zeiträume finden keine Entsprechung in den bisherigen deutschen Vorschriften zum Lärm.